# Untitled Goose Game
Untitled Goose Game은 오스트레일리아의 게임 개발사 하우스 하우스가 개발하고 패닉이 배급한 비디오 게임이다.

## 게임플레이
플레이어는 거위가 되어서 평화로운 마을에 방문해 주민들에게 다양한 장난을 한다. 근처의 도구나 시설물을 활용해 목표의 달성을 목표로 하는 액션 퍼즐 게임의 방식으로 게임이 진행되며, 사람들의 눈을 피해 행동해야 하는 스텔스 게임의 요소도 포함되어 있다.

## 평가
Untitled Goose Game은 메타크리틱에서 "일반적으로 좋은 평"을 받았다.